# Viento en contra y viento a favor
Para el disco de Alejandro Fernández, ver Viento a favor
Para el grupo de rock guatemalteco, ver Viento en Contra
Para la película, ver Viento en contra (película)

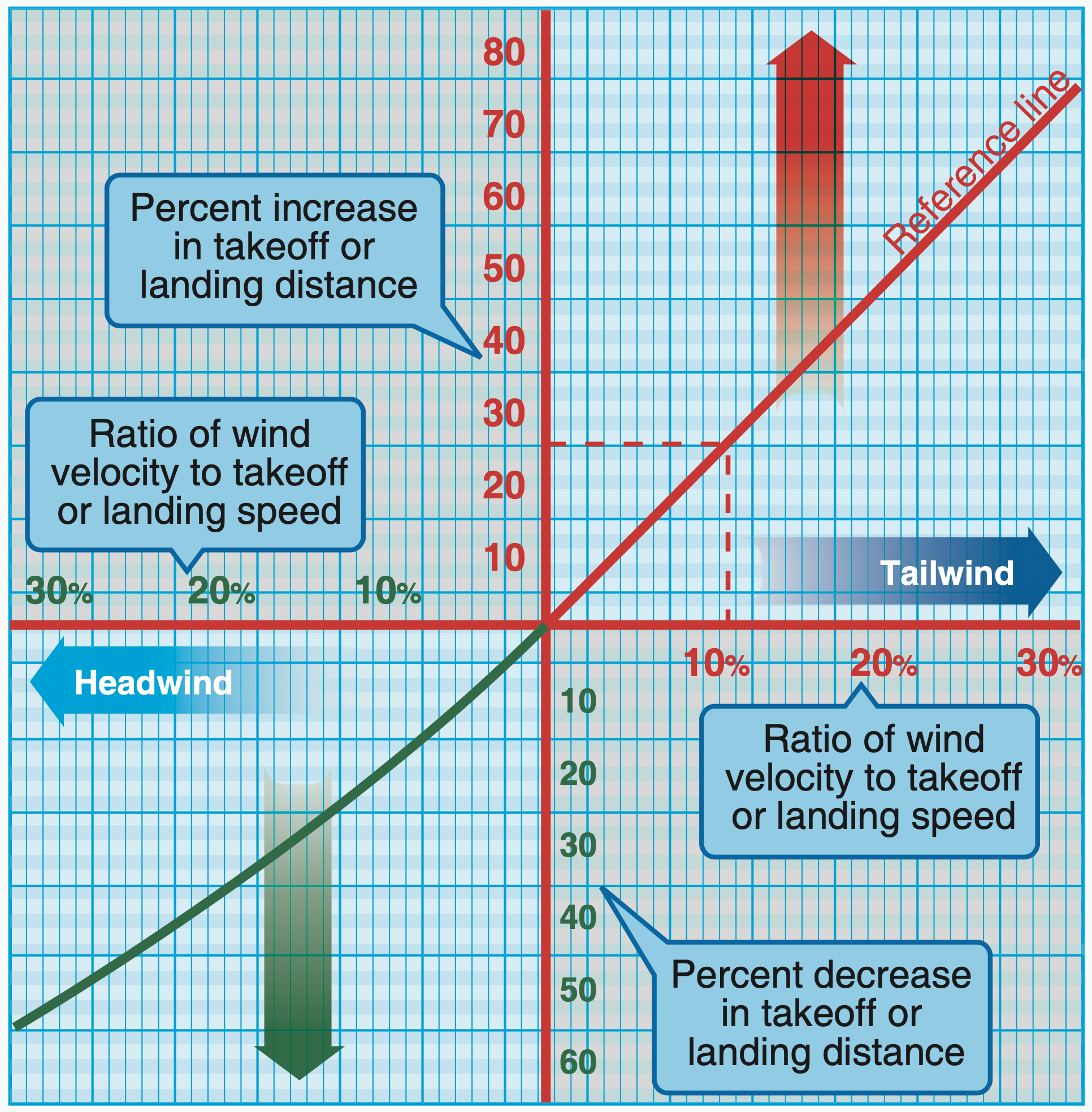
Efecto general del viento mediante el cambio porcentual en la distancia de despegue o aterrizaje en función de la relación entre la velocidad del viento y la velocidad de despegue o aterrizaje.

Un viento en contra o viento de frente (headwind) es un viento que sopla sobre algo en el sentido contrario al que pretende desplazarse, mientras que un viento a favor, viento de cola o viento en popa (tailwind) sopla en el mismo sentido. Generalmente un viento a favor aumenta la velocidad de aquello que se desplaza y reduce el tiempo necesario para llegar a su destino. Con un viento en contra sucede lo opuesto.
Estos términos también se utilizan metafóricamente en el ámbito empresarial y otros para referirse a circunstancias en las que avanzar se hace más difícil (viento en contra) o más fácil (viento a favor).

## Viajes
En aeronáutica, un viento en contra es favorable en los despegues y aterrizajes porque el perfil aerodinámico del avión, al moverse contra un viento en contra, es capaz de generar mayor sustentación que el mismo perfil aerodinámico moviéndose,  a igual velocidad respecto al suelo, en un aire sin viento o con viento de cola. Como resultado, los aviadores y controladores de tráfico aéreo comúnmente optan por despegar o aterrizar en una pista de modo que tengan viento en contra. Supongamos un aeropuerto con una única pista orientada en la dirección sur-norte (SN). Sopla viento en el sentido NS (viento del Norte). Pues bien, un avión que despega escogerá empezar su rodadura desde el extremo sur de la pista, dirigiéndose hacia el Norte, contra el viento.
Conviene resaltar que se está utilizando la acepción 10 de "dirección" recogida por la RAEː «línea sobre la que se mueve un punto, que puede ser recorrida en dos sentidos opuestos». Es su significado matemático. En textos poco rigurosos, los términos "dirección" y "sentido" se utilizan indistintamente o de manera incorrecta.
Los portaviones generalmente ponen su proa hacia donde viene el viento durante los despegues y aterrizajes, y pueden aumentar su propia velocidad. 
Durante el despegue y el aterrizaje de los aviones, los vientos en contra son buenos, porque les permiten utilizar una pista más corta; sin embargo, en vuelo, los vientos en contra son malos, porque reducen la velocidad del avión respecto al suelo, lo que le hace gastar más combustible para llegar a su destino. En cambio, los vientos de cola son malos durante el despegue y el aterrizaje, pero buenos durante el vuelo. Un avión puede ahorrar mucho tiempo y carburante si se mete en una corriente en chorro que vaya en el sentido de su viaje.
Al navegar, un viento en contra puede dificultar el movimiento hacia adelante y hacer necesario virar contra el viento.
En los vehículos motorizados terrestres, el viento a favor o en contra puede afectar al consumo de combustible y a la velocidad máxima, pero el conductor generalmente no lo tiene en cuenta y elige la velocidad según los límites de velocidad y las condiciones de la carretera.
En el ciclismo, los ciclistas sienten con mucha fuerza el viento en contra. Disminuye la velocidad y aumenta la ventaja de ir a rebufo, es decir, circular en grupos muy juntos (pelotón). Esto puede afectar las tácticas de ciclismo en carretera. 
El comediante Jacob Haugaard hizo una promesa de campaña deliberadamente absurda de más viento a favor para los carriles bici cuando se presentó con éxito como candidato independiente en las elecciones parlamentarias de Dinamarca de 1994. El ciclismo en Dinamarca es muy popular.

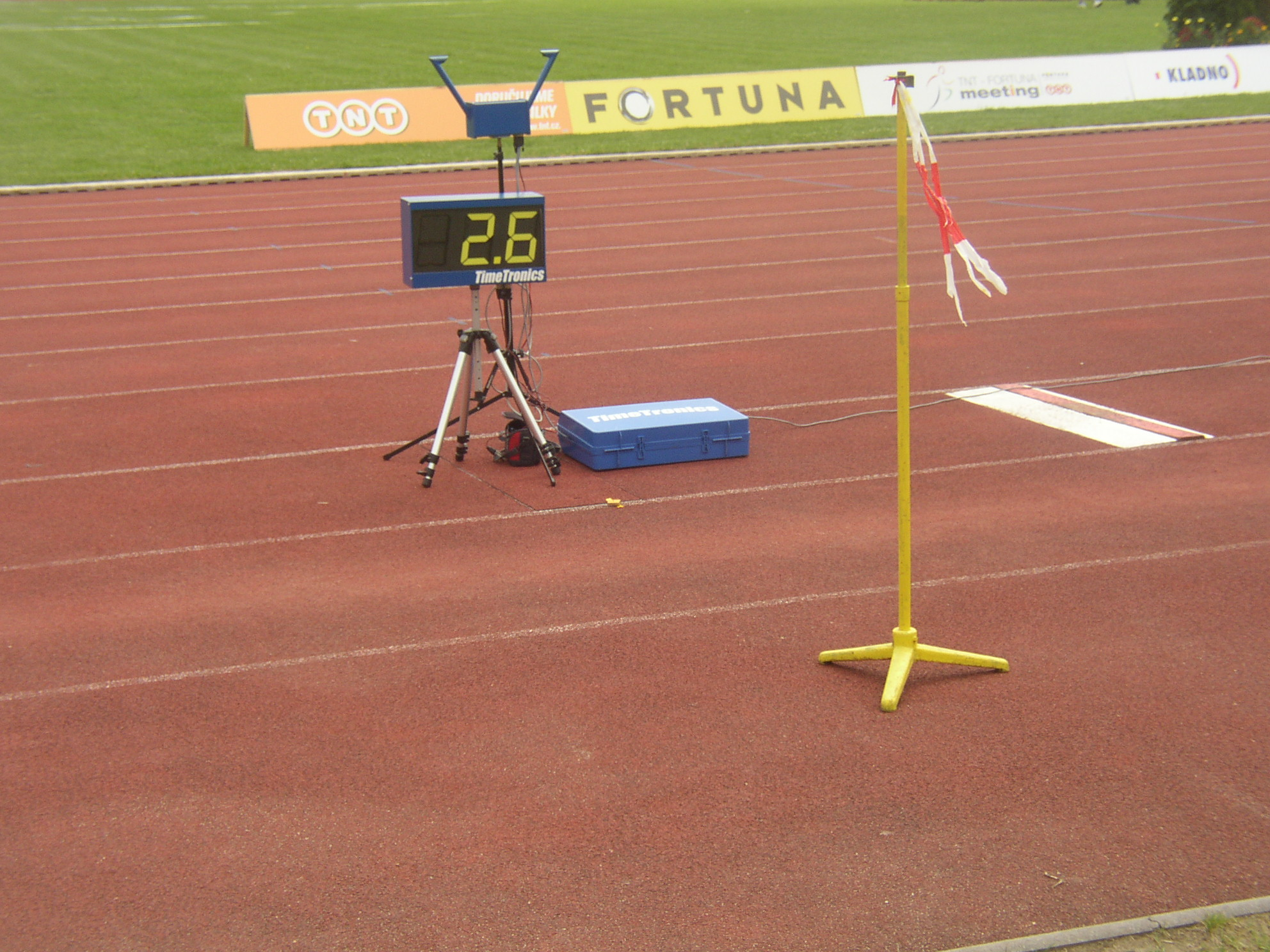
Indicador de viento en una pista de salto de longitud

Los vientos de cola y de frente se miden comúnmente en relación con la velocidad de los vehículos (generalmente aviones y embarcaciones), así como en  carreras, particularmente de velocidad de hasta 200 metros, donde los atletas corren todo el trayecto, o casi, en la misma dirección y sentido. Para batir válidamente un récord en estas pruebas, el viento no debe soplar a una velocidad mayor que 2 metros por segundo. Este límite también se aplica al salto de longitud y al triple salto.

## Cálculos aeronáuticos
Los pilotos calculan el componente de viento en contra o a favor y el componente de viento cruzado (o viento de costado) del viento local antes del despegue. La dirección y sentido del viento en una pista se mide utilizando una manga de viento, y la velocidad, con un anemómetro, a menudo montado en el mismo poste. El viento en contra y el viento de cola son interpretaciones opuestas del componente del viento que es paralelo a la dirección de viaje, mientras que el viento cruzado representa el componente perpendicular. Para determinar la velocidad respecto al suelo de una aeronave es necesario calcular el viento de frente o de cola.
Supongamos: 
{\displaystyle A={\text{Ángulo del viento respecto a la dirección del viaje}}}
{\displaystyle WS={\text{Velocidad total del viento}}}
{\displaystyle CW={\text{Viento de costado}}}
{\displaystyle TW={\text{Viento de cola}}}
{\displaystyle HW={\text{Viento de frente}}}
Entonces
{\displaystyle CW=\sin(A)\cdot WS}
{\displaystyle HW=\cos(A)\cdot WS}
Por ejemplo, si el viento está en 09015 eso significa que el viento actualmente viene en dirección 090 grados con una velocidad de 15 nudos y el avión está despegando de la pista 24 con rumbo 240. El piloto prefiere el lado de la pista con menos de 90 grados de diferencia con la dirección del viento, en este caso la pista 06; rumbo 060. Aquí, {\displaystyle A=30^{\circ }} .
{\displaystyle {\text{Crosswind}}=\sin[30^{\circ }]\cdot 15{\mathsf {nudos}}\approx 7,5{\mathsf {nudos}}}
{\displaystyle {\text{Headwind}}=\cos[30^{\circ }]\cdot 15{\mathsf {nudos}}\approx 13{\mathsf {nudos}}}
Se dice que el avión tiene 7,5 nudos de viento cruzado y 13 nudos de viento en contra en la pista 06, o 13 nudos de viento de cola en la pista 24.
Los aviones normalmente tienen componentes máximos de viento de cola y de viento cruzado que no pueden superar. Si el viento es de ochenta grados o más se dice que sopla completamente cruzado (full-cross). Si el viento supera los 100 grados es práctica común despegar y aterrizar desde el extremo opuesto de la pista. Tiene un rumbo de 060 en el ejemplo mencionado anteriormente.